# Jens Immanuel Baggesen
Jens Immanuel Baggesen (Korsir, 15. veljače 1764. – Hamburg, 3. listopada 1826.), danski književnik.
Kao klasicist sedam godina je vodio polemiku protiv romantičara A.G. Oehlenschlägera. Razvijao se pod različitim i oprečnim utjecajima te je mijenjao stavove i stilove: od klasicističkoga, preko romaničkoga, sve do vjersko-mističnoga. U stilu mu je naglašena satirična i komična strana. Pisao je i na njemačkom i na francuskom jeziku.

## Djela
- "Komične priče",
- "Labirint",
- "Adam i Eva",
- "Parthenais ili alpsko putovanje".